# Lahinja (FFH-Gebiet)
Das FFH-Gebiet Lahinja liegt im Südosten Sloweniens und ist Bestandteil des europäischen Schutzgebietsnetzes Natura 2000.

## Lage
Das rund 8,5 km² ha große Schutzgebiet Lahinja liegt vollständig in der Region Bela krajina. Es umfasst den gesamten Lauf der Lahinja mit einigen kleineren Zuflüssen von der Quelle bei Beljčji vrh bis zur Mündung in die Kolpa bei Primostek. Im Süden des Gebiets liegt der Krajinski park Lahinja.
Drei weitere FFH-Gebiete grenzen unmittelbar an das Schutzgebiet an. Das Tal des von Westen mündenden Zuflusses Dobličica ist ebenfalls als FFH-Gebiet ausgewiesen. Im Nordwesten grenzt das FFH-Gebiet Gradac an. Die Lahinja mündet in die Kolpa, die ebenfalls als FFH-Gebiet ausgewiesen ist.

## Beschreibung
Die Lahinja fließt durch eine naturnahe Kulturlandschaft mit teilweise verkarstetem Grundgestein. Es sind zahlreiche Feuchtgebiete und Niedermoore ausgebildet. Das Schutzgebiet ist überwiegend bewaldet, insbesondere im Süden gibt es aber auch offenere Landschaftsteile.

## Schutzzweck

### Lebensraumtypen
Folgende Lebensraumtypen nach Anhang I der FFH-Richtlinie kommen im Gebiet vor:
| EU Code | * | Lebensraumtyp (offizielle Bezeichnung)                                                                          | Fläche (ha) |
| ------- | - | --- | ----------- |
| 3260    |   | Flüsse der planaren bis montanen Stufe mit Vegetation des Ranunculion fluitantis und des Callitricho-Batrachion | 56,8        |
| 6410    |   | Pfeifengraswiesen auf kalkreichem Boden, torfigen und tonig-schluffigen Böden (Molinion caeruleae)              | 25,4        |
| 7210    | * | Kalkreiche Niedermoore mit Cladium mariscus und Arten von Caricion davallianae                                  | 20,6        |
| 7230    |   | Kalkreiche Niedermoore                                                                                          | 20,6        |
| 8310    |   | Nicht touristisch erschlossene Höhlen                                                                           |             |
| 94L0    |   | Illyrische Eichen-Hainbuchenwälder (Erythronio-Carpinion)                                                       | 197,0       |

### Arteninventar
Folgende Arten von gemeinschaftlichem Interesse kommen im Gebiet vor:
| Bild                         | EU Code | * | Art                          | wissenschaftlicher Name   | Artengruppe           |
| ---------------------------- | ------- | - | ---------------------------- | ------------------------- | --------------------- |
| Forellenbarbe                | 1138    |   | Forellenbarbe                | Barbus meridionalis       | Fische und Rundmäuler |
| Gelbbauchunke                | 1193    |   | Gelbbauchunke                | Bombina variegata         | Amphibien             |
| Groppe                       | 1163    |   | Groppe                       | Cottus gobio              | Fische und Rundmäuler |
| Europäische Sumpfschildkröte | 1220    |   | Europäische Sumpfschildkröte | Emys orbicularis          | Reptilien             |
|                              | 1098    |   | Neunaugen                    | Eudontomyzon spp.         | Fische und Rundmäuler |
| Goldener Scheckenfalter      | 1065    |   | Goldener Scheckenfalter      | Euphydryas aurinia        | Schmetterlinge        |
| Kessler-Gründling            | 2511    |   | Kessler-Gründling            | Gobio kessleri            | Fische und Rundmäuler |
| Fischotter                   | 1355    |   | Fischotter                   | Lutra lutra               | Säugetiere            |
| Großer Feuerfalter           | 1060    |   | Großer Feuerfalter           | Lycaena dispar            | Schmetterlinge        |
| Wimperfledermaus             | 1321    |   | Wimperfledermaus             | Myotis emarginatus        | Säugetiere            |
| Grottenolm                   | 1186    |   | Grottenolm                   | Proteus anguinus          | Amphibien             |
| Große Hufeisennase           | 1304    |   | Große Hufeisennase           | Rhinolophus ferrumequinum | Säugetiere            |
| Bitterling                   | 1134    |   | Bitterling                   | Rhodeus sericeus          | Fische und Rundmäuler |
| Rutilus pigus                | 1114    |   | Frauennerfling               | Rutilus pigus             | Fische und Rundmäuler |
| Gold-Steinbeißer             | 1146    |   | Gold-Steinbeißer             | Sabanejewia aurata        | Fische und Rundmäuler |
| Kleine Flussmuschel          | 1032    |   | Kleine Flussmuschel          | Unio crassus              | Muscheln              |